# Emile Schillio
Emile Jacques Schillio (Londen, 19 september 1909 – 19 maart 1987) was een Amerikaans componist, dirigent en jazzmusicus.

## Levensloop
Schillio studeerde aan het Conservatoire national supérieur de musique in Parijs en aan de California State University - Los Angeles. Aansluitend werkte hij voor Paramount Pictures en later voor de WWL-Radio-Station in New Orleans. Hier werkte hij als docent aan de New Orleans Alcee Fortier Boys' High School en was dirigent van de New Orleans Alcee Fortier Boys' High School Junior and Senior Bands.
Als jazzmusicus speelde hij onder andere in het Ellis Stratakos Orchestra mee.
Als componist schreef hij werken voor harmonieorkest, koren en liederen.

## Composities

### Werken voor harmonieorkest
- 1969 Jumping Jupiter
- 1969 Meet the Masters
- 1970 Who do voodoo
- 1971 Festival Of Lights

### Werken voor koren
- 1975 Nine hundred Miles from home, voor gemengd koor en piano
- Angels We Have Heard On High, voor gemengd koor

### Vocale muziek
- 1964 There Was A Little Maiden
- Boll Weevil Song
- Stars Of Ice (Chinese Christmas Carol)
- The Abalone song